# Zingdnogo
Zingdnogo est une localité située dans le département de Kaya de la province du Sanmatenga dans la région Centre-Nord au Burkina Faso.

## Économie
Le village accueille les bâtiments d'une banque de céréales.

## Éducation et santé
Les centres de soins les plus proches de Zingdnogo sont les centres de santé et de promotion sociale (CSPS) et le centre hospitalier régional (CHR) de Kaya.